# مجید جمالی فشی
مجید جمالی فشی (زاده ۱۳۵۷ تهران – درگذشته ۲۶ اردیبهشت ۱۳۹۱ تهران) رزمی‌کار ایرانی، دارنده مدال برنز جهانی کیک‌بوکسینگ متهم به ترور مسعود علی‌محمدی به دستور اسرائیل بود. وی پس از محاکمه اعدام شد.
وی در یک اقرار تلویزیونی در صدا و سیمای جمهوری اسلامی، نحوهٔ همکاری خود با موساد و آموزش‌های خود در اسرائیل را به‌تفصیل شرح داد، اما تناقض‌های زیادی در اعتراف‌های او بود.
جمالی فشی همچنین به عنوان یک رزمی‌کار سبک‌های رینگی آزاد، مدال برنز جام جهانی پانکریشن ۲۰۰۹ را کسب کرده و مربی درجهٔ ۳ سبک اسپورت کیک‌بوکسینگ فدراسیون ورزش‌های رزمی ایران بود. نسیم‌نیوز، مجید جمالی را یک رزمی‌کار معرفی کرده که ورزش خود را با کیک‌بوکسینگ در کرج آغاز کرده، سپس وارد رشتهٔ پانکریشن شده و به عضویت تیم ملی ایران درآمده و در سال ۲۰۰۹ در باکو در وزن -۸۵ کیلو به میدان رفته و به مدال برنز رسید.
دستگیری او در ادامه انتشار اسناد سایت ویکی لیکس (اسناد سفارت آمریکا در باکو) بوده‌است. روزنامه تایمز لندن در گزارشی نوشت که اسناد ویکی لیکس باعث شده‌است که ایران فشی را دستگیر نماید. در گزارش این روزنامه آمده‌است که یک قهرمان ورزش‌های زرمی به دیپلمات آمریکایی اظهار کرده‌است که حکومت ایران مربیان ورزش‌های رزمی را مجبور می‌کند که به نفرات سپاه پاسداران و بسیج آموزش داده و حتی در سرکوب اعتراضات مخالفان مشارکت کنند. ویکی‌لیکس توضیح داده‌است که در سند منتشر شده هیچ اشاره‌ای به اسرائیل و مشارکت در ترور کارشناسان ایرانی نشده‌است. بی‌بی‌سی نیز نوشت جمالی فشی پس از اعتراضات جنبش سبز قصد مهاجرت به آمریکا را داشته در سفارت آمریکا در باکو علیه جمهوری اسلامی صحبت می‌کند و انتشار همین صحبت‌ها در ویکی لیکس منجر به دستگیری او می‌شود.

## سند ویکی لیکس و دستگیری
روزنامه «دیلی میل» و تایمز چاپ لندن در مطلبی که روز پنج‌شنبه، ۲۸ اردیبهشت‌ماه، منتشر شد، نوشتند که وب‌سایت ویکی‌لیکس همواره اسامی و مشخصات افراد را از اسنادی که افشا می‌کند، حذف کرده‌است، اما در این سند مشخص که محتوای اظهارات دیپلمات‌های آمریکایی در آذربایجان را منتشر کرده، اشاره شده بود که فرد ایرانی‌ای که با این دیپلمات‌ها در تماس بوده یک مربی ۲۴ ساله ورزش‌های رزمی بود که برای شرکت در مسابقات بین‌المللی به باکو رفته بود. در این پیام که توسط ویکی‌لیکس منتشر شد دیپلمات‌های آمریکایی از قول این ورزشکار ایرانی اظهار کرده‌اند که حکومت ایران مربیان ورزش‌های رزمی را مجبور می‌کند که به نفرات سپاه پاسداران و بسیج آموزش داده و حتی در سرکوب اعتراضات مخالفان مشارکت کنند، اما به جاسوسی این فرد برای اسرائیل یا مشارکت در ترور کارشناسان ایرانی اشاره‌ای نشده‌است. «دیلی میل» با این‌حال تأکید کرده بود که زمان ارسال این پیام درست چند روز پس از سفر مجید جمالی فشی به آذربایجان بود و به دنبال انتشار آن، وی در ایران دستگیر شده‌است.

## اعترافات تلویزیونی
در ۲۰ آذر ۱۳۸۹ وزارت اطلاعات جمهوری اسلامی ایران اعلام کرد موفق به دستگیری عامل بمب‌گذاری و ترور مسعود علی‌محمدی شده‌است. در همین ارتباط اعترافات تلویزیونی «مجید جمالی فشی» از صدا و سیمای ایران پخش گردید. در این مصاحبه جمالی علیه خود اعترافاتی می‌کند و ادعا می‌کند که آموزش‌های مورد نیاز برای این ترور را در سفری به اسرائیل و دوره‌هایی را زیر نظر مأمورین موساد دیده‌است. وی در بخش دیگری از اعترافات تلویزیونی، مدعی می‌شود که در پادگانی نظامی در جوار اتوبان تل‌آویو اورشلیم به وی آموزش‌هایی نظیر «تعقیب و گریز، تعقیب ماشین، جمع‌آوری اطلاعات از یک محل خاص و چسباندن بمب به زیر ماشین» داده شده‌است.
برخی از تحلیل‌گران امور امنیتی اسرائیل در رسانه‌های آن کشور، با بررسی بند بند جزئیات اعترافات تلویزیونی «مجید جمالی فش»، اظهارات او را رد کرده‌اند.
به دنبال پخش اعترافات مجید جمالی فشی در تلویزیون ایران مجله تایم نوشت: «وزارت اطلاعات ایران، یک تیم را که توسط موساد مجهز شده و آموزش داده شده‌است را نابود کرده‌است. مقامات امنیتی ارشد اروپایی تأیید نمودند که جزئیات اعتراف مجید جمالی فاشی در مورد ترور واقع شده در ژانویه ۲۰۱۰ که توسط موتور سیکلت بر روی دانشمند هسته‌ای ایران، مسعود علی محمدی انجام شد، صحیح بوده‌است. مقامات اطلاعاتی غربی کشور ثالثی را عامل لو دادن این تیم اعلام کردند.»

## ادعای کذب بودن اعترافات
ایرج مصداقی با بررسی مصاحبه منصوره کرمی، همسر مسعود علی‌محمدی با مسیح علی‌نژاد معتقد است که مأموران اطلاعات طی جلسات متعددی که قبل از پخش فیلم با منصوره کرمی داشتند سناریوی قتل را پلان به پلان از روی گفته‌های او نوشته‌اند؛ مثلاً اینکه قبل از پخش اعترافات تلویزیونی متهم، جزئیات را از منصوره کرمی پرسیده‌اند یا در جای دیگری که اعترافات متهم در مورد مسیر علی‌محمدی و همسرش درست عکس واقعه بوده‌است، سناریو پردازان در وزارت اطلاعات کل داستان را تغییر می‌دهند و نهایتاً در اعترافات تلویزیونی متهم و شرحی که در دادگاه می‌دهد، داستان دیگری ارائه داده و دیگر از روبرو شدن با دکتر علی‌محمدی و همسرش دو روز پیش از ترور چیزی نمی‌گوید.
مصداقی علاوه بر این یادآوری می‌کند که «سناریوی مجید جمالی فشی بعد از ترور مجید شهریاری شروع می‌شود؛ یعنی از روز ۸ آذر ماه ۸۹ تا تا ۲۱ دیماه ۸۹ که مصاحبهٔ مجید جمالی پخش می‌شود» و به مصاحبه مسیح علی‌نژاد با منصوره کرمی استناد می‌کند که در مصاحبه قبلی انتقاد کرده بود و گفته بود که هیچ‌کسی پیگیر پرونده ایشان نیست و در مصاحبه جدید می‌گوید «آن زمان هیچی به ما گفته نشد. بعد از ترور دکتر شهریاری استاد دانشگاهی که ترور شد مسولان آمدند سراغ ما و گزارش دادند». علاوه بر این، سؤال و جواب مربوط به ترور شهریاری در دادگاه را دلیل دیگری بر شروع سناریو بعد از ترور شهریاری می‌داند و می‌پرسد «اگر موضوع به قبل از این تاریخ برگردد مقامات امنیتی بایستی به این سؤال پاسخ دهند که چرا از شهریاری محافظت به عمل نیاوردند؟ آن‌ها که می‌دانستند او قرار است ترور شود و متهم راجع به آموزشی که در مورد ترور او دیده بود نیز اعتراف کرده بود.» مصداقی در ادامه موارد دیگری از تناقض گویی را نشان می‌دهد.
در سال ۱۳۹۸ نیز مشخص شد که تمامی کسانی که پس از جمالی فشی در این مورد دستگیر شده بودند (از جمله مازیار ابراهیمی) مدتی بعد آزاد شده‌اند.

## جعل گذرنامه اسرائیلی در صدا و سیما
پس از اعدام جمالی فشی، در برنامه خبر ۲۰:۳۰ تلویزیون جمهوری اسلامی تصویر یک گذرنامه اسرائیلی با عکس مجید جمالی فشی نشان داده شد. به نوشته فرشته قاضی گذرنامه نشان داده شده در صداوسیما فتوشاپ شده تصویر گذرنامه‌ای است که در سایت ویکی‌پدیا به راحتی قابل دسترس است و فتوشاپ کاران حتی به خود زحمت جابجایی جای مهرها را هم نداده‌اند. به غیر از جای مهرها، تاریخ صدور، انقضا و ماه و سال تولد گذرنامه جمالی فشی که در صدا و سیما نشان داده شد نیز با نمونه گذرنامه اسرائیلی موجود در ویکی‌پدیا یکسان است.
بر طبق گزارش نشریه تایمز گذرنامه اسرائیلی منتسب به مجید جمالی فشی چند اشکال فنی داشته و نشان می‌دهد که جعل گذرنامه توسط افراد مبتدی صورت گرفته‌است. اشکال اول این گذرنامه عکس آن است که در آن مجید جمالی فشی به نقطه‌ای خارج از کادر دوربین نگاه می‌کند و چنین عکسی هرگز برای صدور گذرنامه مورد قبول واقع نمی‌شود. از طرف دیگر تاریخ صدور گذرنامه مورد اشاره نوامبر سال ۲۰۰۳ میلادی است یعنی زمانی که مجید جمالی فشی تنها پانزده سال (برخلاف ادعای منبع، سن جمالی فشی در تاریخ ذکر شده ۲۵ سال می‌باشد) داشت اما عکس غیرشفاف مجید جمالی فشی در این گذرنامه جعلی نسبتاً جدید به نظر می‌رسد و عکس یک کودک پانزده ساله نیست.

## اعدام
مجید جمالی فشی به حکم قاضی صلواتی در صبح روز سه‌شنبه ۲۶ اردیبهشت ۱۳۹۱ به دار آویخته شد.
به گفته همسر علی‌محمدی، در مراسم اعدام خانواده مجید حضور نداشتند و تنها شاهد اعدام همسر خواهر مسعود علیمحمدی بوده که گفته‌است مجید حتی یک کلمه هم حرف نزد، پای چوبه دار رفت و اعدام شد. اما برنامه ۲۰:۳۰ صدا و سیمای جمهوری اسلامی، اعترافات جدیدی از مجید پخش کرده و مدعی شده‌است او لحظاتی قبل از اعدام این اعترافات کرده‌است.
مازیار ابراهیمی که خود در اعترافاتِ اجباری تلویزیونی، ترور دانشمندان هسته ای را قبول کرده بود، در سال ۱۳۹۸ دربارهٔ اعدام جمالی فشی می‌گوید که چند نفر از کسانی که پیش از اعدام مجید جمالی‌فشی در یکی از سلول‌های کناری او یعنی در یکی از سلول‌های طبقه پائین بند ۲۰۹ در بند بوده‌اند برای او در زندان روایت کرده‌اند که شبی که جمالی‌فشی را برای اعدام برده‌اند او با صدای بلند به مأموران پرخاش کرده‌است و صحبت‌هایی بین آن‌ها ردوبدل شده‌است: «جمالی‌فشی به مأموران می‌گوید شما به من قول دادید که به آن‌ها بگویید من دارم با شما همکاری می‌کنم و وقتی قاتل اصلی بازداشت شد از من قدردانی می‌کنید؛ اما در پاسخ به جمالی‌فشی می‌گویند نه نظر حاجی عوض شده‌است و تشخیص داده‌است این را نگوید و همسر شهید هم پیش آقا رفته‌است و آقا هم گفته اعدامت کنیم.»